# جان مرسر (دانشمند)
جان مرسر (انگلیسی: John Mercer؛ ۲۱ فوریهٔ ۱۷۹۱ – ۳۰ نوامبر ۱۸۶۶) یک شیمی‌دان اهل بریتانیا بود.